# Valencia Giants 2022
Questa voce raccoglie le informazioni riguardanti i Valencia Giants nelle competizioni ufficiali della stagione 2022.

## LNFA Serie B 2022

### Stagione regolare
| Saragozza 11 dicembre 2021, ore 17:00 2ª giornata Intergruppo | Valencia Giants | 28 – 0 referto | Mercenarios de Villamayor de Gállego | Estadio Mundial 82 |

| Maracena 30 gennaio 2022, ore 12:00 Recupero 3ª giornata Intergruppo | Granada Lions | 16 – 23 referto | Valencia Giants | Ciudad Deportiva |

| Saragozza 12 febbraio 2022, ore 17:00 2ª giornata Grupo Este | Valencia Giants | 22 – 48 referto | Alicante Sharks | Estadio Mundial 82 |

| Saragozza 27 febbraio 2022, ore 17:00 3ª giornata Grupo Este | Valencia Giants | 0 – 7 referto | Valencia Firebats | Estadio Mundial 82 |

| Valencia 3 aprile 2022, ore 12:00 5ª giornata Grupo Este | Valencia Firebats | 38 – 7 referto | Valencia Giants | Polideportivo Quatre Carreres |

| Alicante 9 aprile 2022, ore 18:00 6ª giornata Grupo Este | Alicante Sharks | 0 – 6 referto | Valencia Giants | Estadio Municipal de Atletismo de Alicante |

### Playoff
| 30 aprile 2022 Quarti di finale | Valencia Firebats | 39 – 12 | Valencia Giants |  |

### Statistiche di squadra
| Competizione      | %Vittorie | In casa | In casa | In casa | In casa | In casa | In casa | In trasferta | In trasferta | In trasferta | In trasferta | In trasferta | In trasferta | Totale | Totale | Totale | Totale | Totale | Totale |
| Competizione      | %Vittorie | G       | V       | N       | P       | Pf      | Ps      | G            | V            | N            | P            | Pf           | Ps           | G      | V      | N      | P      | Pf     | Ps     |
| ----------------- | --------- | ------- | ------- | ------- | ------- | ------- | ------- | ------------ | ------------ | ------------ | ------------ | ------------ | ------------ | ------ | ------ | ------ | ------ | ------ | ------ |
| Stagione regolare | .500      | 3       | 1       | 0       | 2       | 50      | 55      | 3            | 2            | 0            | 1            | 36           | 54           | 6      | 3      | 0      | 3      | 86     | 109    |
| Playoff           | .000      | 0       | 0       | 0       | 0       | 0       | 0       | 1            | 0            | 0            | 1            | 12           | 39           | 1      | 0      | 0      | 1      | 12     | 39     |
| Totale            | .429      | 3       | 1       | 0       | 2       | 50      | 55      | 4            | 2            | 0            | 2            | 48           | 93           | 7      | 3      | 0      | 4      | 98     | 148    |